# Scott Skiles
Pour les articles homonymes, voir Skiles.
Scott Allen Skiles, dit Scott Skiles, né le 5 mars 1964 à La Porte, Indiana, États-Unis, est un ancien joueur américain de basket-ball, devenu entraîneur de NBA. Il a évolué dans le championnat professionnel américain au poste de meneur entre 1986 et 1996 et est encore aujourd’hui le détenteur du record de passes décisives réalisées en un match avec 30.

## Carrière universitaire
Scott Skiles a évolué dans le championnat NCAA sous les couleurs de Michigan State entre 1982 et 1986, menant à leur terme ses études universitaires. Après trois années d’une montée en puissance progressive, il réalise une dernière saison remarquable établissant des moyennes de 27,4 points, 6,5 passes et 4,4 rebonds par match et décide de se présenter à la draft 1986 pour entrer en NBA.

## Carrière en NBA
Scott Skiles est sélectionné en 22e position par les Bucks de Milwaukee, une des équipes les plus performantes de l’époque. Il connaît une première saison difficile, ne participant qu’à 13 rencontres pour 3,8 points et 3,5 passes par match. Durant l’été 1987, les Bucks envoient leur jeune meneur aux Pacers de l'Indiana. Barré par Vern Fleming, Skiles ne dispute que 51 matches et rend des lignes statistiques proches de celles de l’année précédente. Durant la saison 1988-89, il entre plus régulièrement dans les rotations mais ne bénéficie toujours pas de la confiance des divers entraîneurs qui se succèdent à la tête de Pacers en perdition.
Après trois premières saisons moyennes, Skiles est sélectionné dans l’expansion draft organisée à la suite de la création d’une nouvelle franchise à Orlando. Il débarque en Floride et évolue tout d’abord dans l’ombre de Reggie Theus et Sam Vincent. Après une première saison soldée sur un bilan de 18 victoires pour 64 défaites, les dirigeants du Magic décident de confier les rênes à l’ancien de Michigan State. Pour la première fois de sa carrière, Skiles bénéficie d’un temps de jeu important et ne tarde pas à le mettre à profit. Après un début de saison solide, le meneur floridien entre dans l’histoire le 30 décembre 1990 lors de la confrontation entre les deux équipes les plus faibles de l’époque. En effet, porté par plus de 15 000 spectateurs médusés, Skiles délivre 30 passes décisives lors de la victoire des siens face aux Nuggets de Denver par 155 à 116. L’ancien record détenu par Kevin Porter est battu à moins de vingt secondes du terme du match. Skiles termine la saison 1990-91 avec des moyennes de 17,2 points, 8,4 passes et 3,4 rebonds qui lui valent d’être élu joueur ayant le plus progressé de l’année.
Scott Skiles réalise deux nouvelles bonnes saisons alors que l’équipe emmenée par le débutant Shaquille O'Neal échoue de peu dans la qualification aux playoffs avec un bilan de 41 victoires pour autant de défaites en 1993. L’arrivée d’Anfernee Hardaway au printemps de cette même année marque la fin de la période faste de Skiles. En 1993-94, son temps de jeu diminue sensiblement et pour la première fois depuis trois ans il marque moins de 10 points en moyenne par match et n’est plus le meilleur passeur d’une équipe qui se qualifie néanmoins en playoffs pour la première fois de son histoire.
Après une bonne saison 1994-95 sous le maillot de Washington, Skiles s’engage avec les 76ers. L’expérience tourne court et après dix matches de saison régulière une blessure contraint le natif de LaPorte à mettre un terme à sa carrière.
À peine trois ans plus tard, Scott Skiles devient entraîneur des Suns de Phoenix à la place de Danny Ainge appelé à d’autres fonctions. Après deux bonnes premières saisons durant lesquelles l’équipe gagne plus de 60 % de ses matches et se qualifie pour les playoffs, le départ de Jason Kidd durant l’été 2001 s’avère préjudiciable. Après 51 matches en 2001-2002, Skiles est démis de ses fonctions.
Il rebondit à l’automne 2003 du côté de Chicago qui fait appel à lui pour remplacer Bill Cartwright. Il participe depuis à la reconstruction d’une équipe compétitive bâtie sur un effectif jeune et talentueux.
À la suite du très mauvais début de saison des Bulls lors de la saison 2007-2008 (9v.-16d.), il est limogé le jour de Noël.
Le 22 avril 2008 il devient le nouvel entraîneur des Milwaukee Bucks.
Il dirige le Magic d'Orlando lors de la saison 2015-2016 mais démissionne au bout d'une année, le 12 mai 2016 alors qu'il aurait dû attaquer sa deuxième année de contrat.

## Clubs successifs
En tant que joueur :
- 1986-1987 : Bucks de Milwaukee.
- 1987-1989 : Pacers de l'Indiana.
- 1989-1994 : Magic d'Orlando.
- 1994-1995 : Wizards de Washington.
- 1995-1996 : 76ers de Philadelphie.
- 1996-1997 : PAOK Salonique.

En tant qu’entraîneur :
- 1999-2002 : Suns de Phoenix.
- 2003-2007 : Bulls de Chicago.
- 2008-2013 : Bucks de Milwaukee.

## Palmarès
- Élu NBA Most Improved Player (joueur ayant le plus progressé) en 1991.
- Détenteur du record NBA du nombre de passes décisives en un match avec 30. Record établi le 30 décembre 1990 lors du match opposant le Magic d'Orlando aux Denver Nuggets.

Statistiques en carrière : 11,1 points / 2,5 rebonds / 6,5 passes en 600 matches de saison régulière (+ 2 en playoffs).